# Bernard Costello, Jr.
Bernard Costello, Jr., né le 12 mars 1929 à Détroit et mort le 12 juillet 2014, est un rameur d'aviron américain. 

## Carrière
Bernard Costello, Jr. participe aux Jeux olympiques de 1956 à Melbourne et remporte la médaille d'argent en deux de couple avec James Gardiner.